# The Edge of Glory
«The Edge of Glory» — пісня американської співачки Lady Gaga, третину сингл з другий альбому співачки «Born This Way». Випущений 9 травня 2011 року.
Продюсерами синглу виступили Lady Gaga та Fernando Garibay.